# Mahe (Indien)
Mahe (Malayalam: മാഹി Māhi [ˈmɑːɦi]; auch: Mayyazhi, Malayalam: മയ്യഴി Mayyaḻi [ˈmajːəɻi], französisch Mahé) ist eine Stadt an der Südwestküste Indiens mit rund 42.000 Einwohnern. Die ehemalige französische Kolonie bildet eine zum Unionsterritorium Puducherry (ehemals Pondicherry) gehörige Exklave, die vom Bundesstaat Kerala umgeben wird.

## Lage und Klima

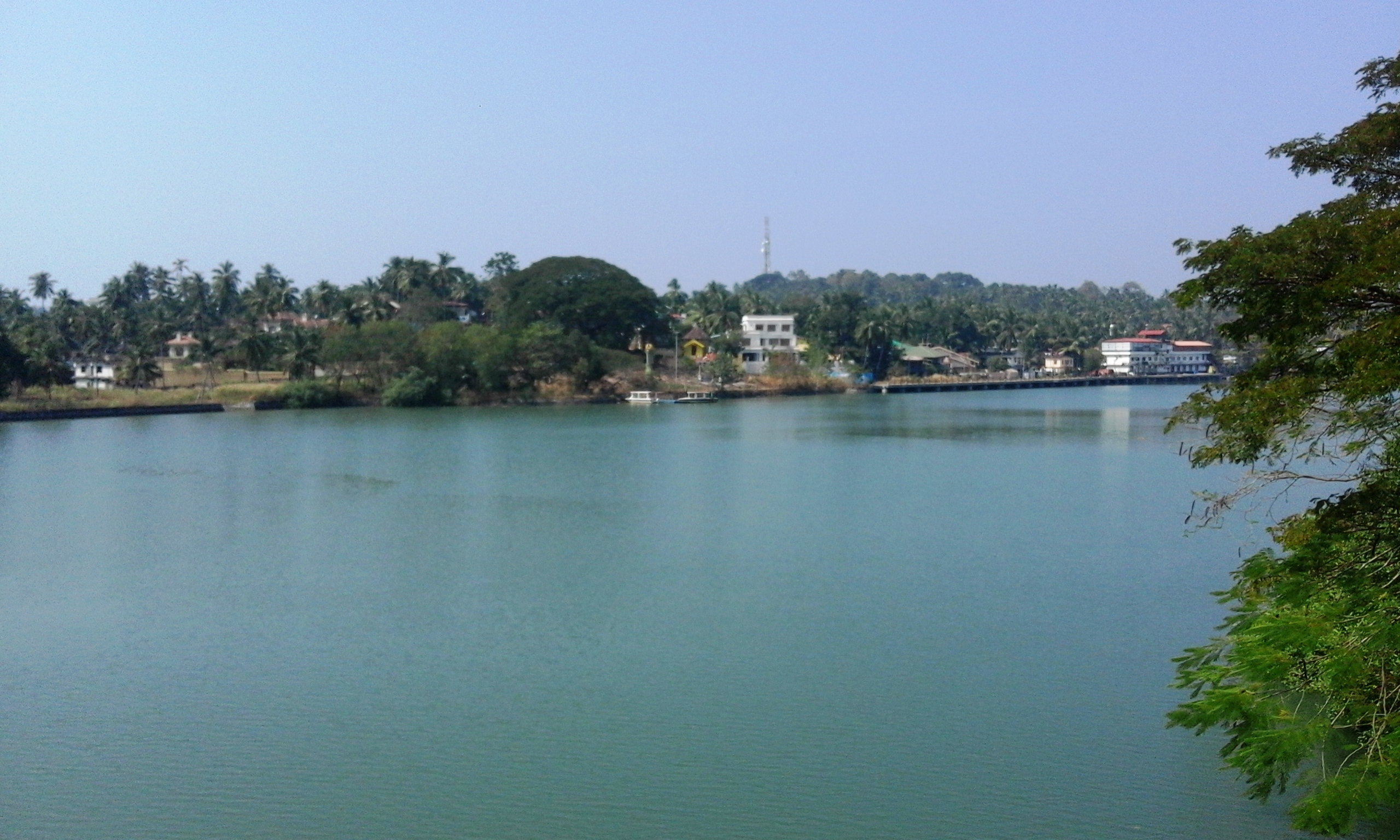
Mahe an der Mündung des Mayyazhipuzha-Flusses.

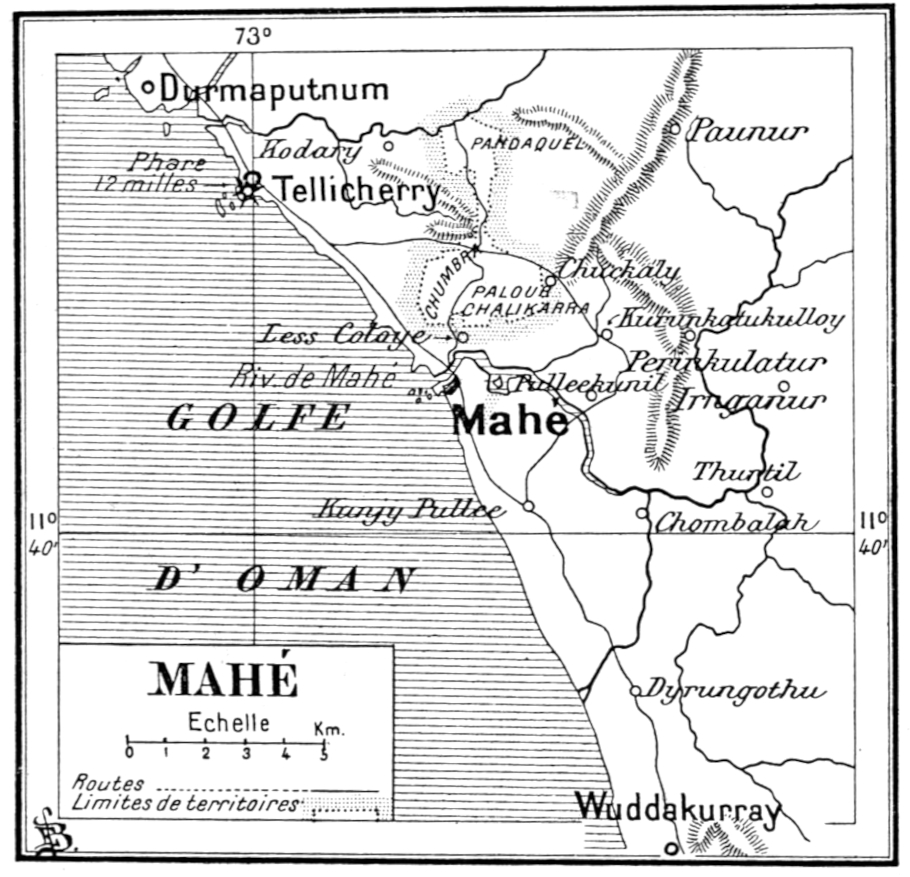
Das Territorium zur französischen Kolonialzeit

Mahe liegt an der Malabarküste ca. 55 km (Fahrtstrecke) nördlich von Kozhikode (Calicut) an der Mündung des Flusses Mayyazhipuzha in das Arabische Meer. Die Stadt hat eine Fläche von 9 km² und ist deckungsgleich mit dem Distrikt Mahe, welcher neben Puducherry, Karaikal und Yanam einen von vier räumlich voneinander getrennten Distrikten des Unionsterritoriums Puducherry bildet. Die Stadt Puducherry, die Hauptstadt des Unionsterritoriums, liegt ca. 620 km östlich von Mahe an der Ostküste Indiens. Mahe wird gänzlich von dem zu Kerala gehörigen Distrikt Kannur umschlossen.
In Mahe herrscht ein tropisches Monsunklima vor. Die Jahresmitteltemperatur beträgt 27,3 °C, das Jahresmittel des Niederschlages liegt bei 3557 mm. Die meisten Niederschläge fallen während des Südwestmonsuns zwischen Juni und August.

## Bevölkerung

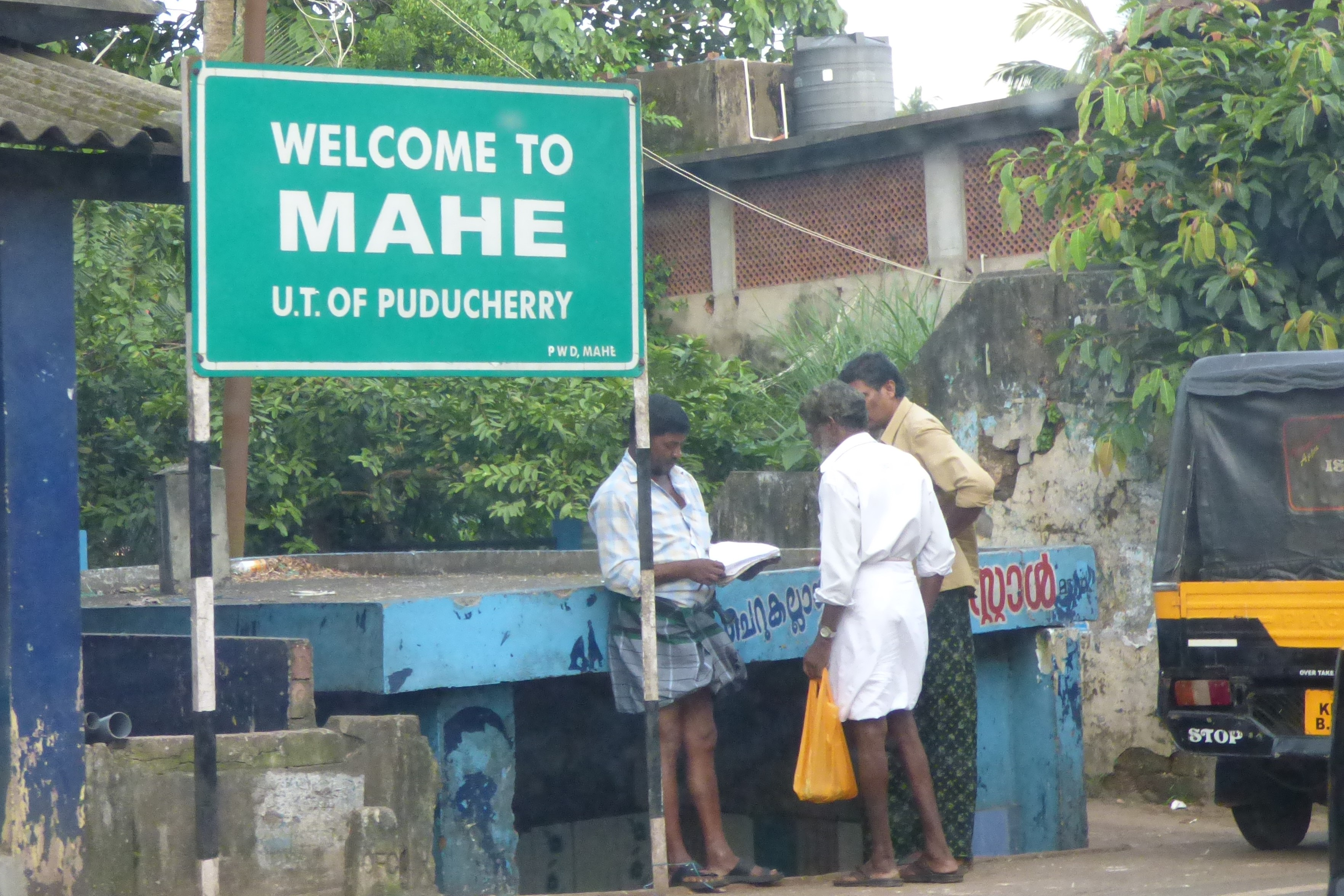
Straßenszene in Mahe.

Nach der indischen Volkszählung des Jahres 2011 hat Mahe 41.716 Einwohner. Mahe ist der kleinste der vier Distrikte des Unionsterritoriums Puducherry und fällt mit wenig mehr als 3 % der Gesamtbevölkerung demografisch kaum ins Gewicht. Rund 3,5 % der Einwohner des Distrikts sind Angehörige niederer Kasten (Scheduled Castes). Die Alphabetisierungsquote ist mit 98 % äußerst hoch.
Die Einwohner Mahes sind nach der Volkszählung 2011 größtenteils Hindus (67 %) und Muslime (31 %). Christen bilden mit etwas über 2 % eine kleine Minderheit. Die vorherrschende Sprache ist wie im benachbarten Kerala Malayalam, das von knapp 98 % der Distriktbevölkerung als Muttersprache gesprochen wird. Es dient auf Distriktebene auch als Amtssprache.

## Geschichte

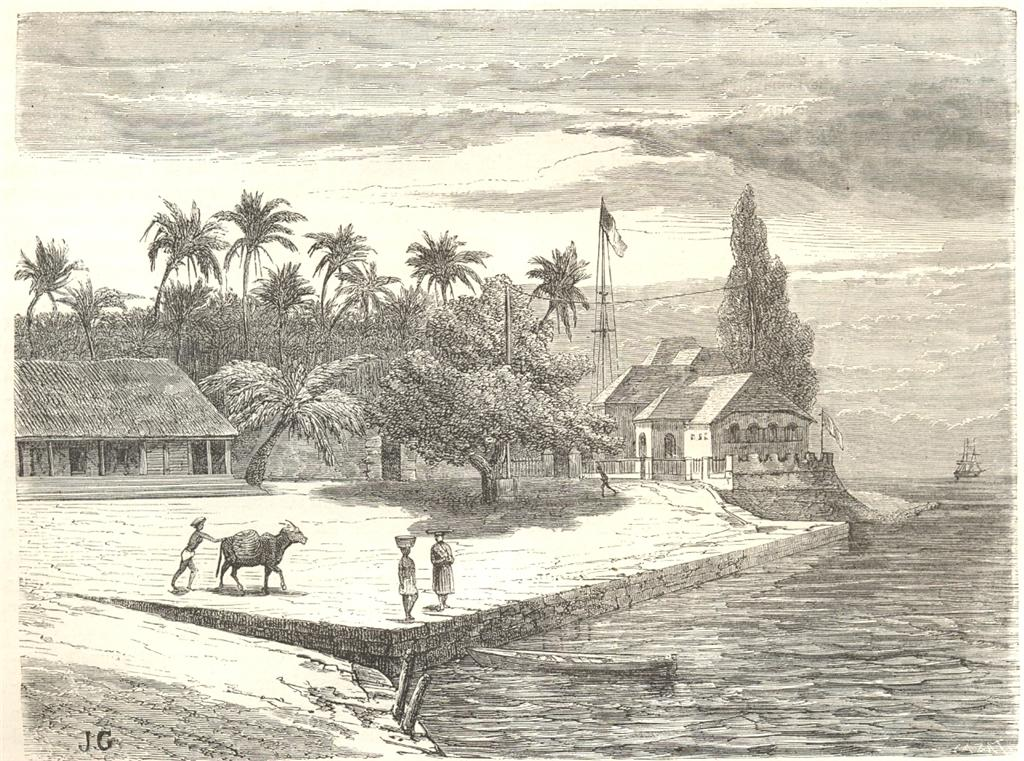
Historische Ansicht von Mahe (1867).

Im Jahr 1721 gründete die Französische Ostindienkompanie einen Handelsposten an der Mündung des Mayyazhipuzha-Flusses. Die Franzosen gerieten in Konflikt mit den lokalen Machthabern von Badagara und mussten sich zwischenzeitlich aus Mahe zurückziehen, ehe sie den Ort drei Jahre später zurückerobern konnten. Bertrand François Mahé de La Bourdonnais zeichnete sich dabei so aus, dass er den Beinamen Mahé erhielt. Als Ergebnis des Siebenjährigen Krieges musste Frankreich im Pariser Frieden von 1763 den größten Teil seiner Besitzungen in Indien an Großbritannien abgeben. Mahe blieb aber als einer von fünf Handelsstützpunkten in französischer Hand und wurde zu einem Teil Französisch-Indiens.
Sieben Jahre nach der Unabhängigkeit Indiens wurden im Jahr 1954 die französischen Kolonien annektiert. Der Vertrag, in dem Frankreich seine Kolonien an Indien abtrat, wurde zwei Jahre später abgeschlossen, trat aber erst 1962 nach der Ratifizierung durch das französische Parlament de jure in Kraft. Im Jahr darauf wurde das Unionsterritorium Puducherry gegründet.

## Feste
Trotz des geringen christlichen Bevölkerungsanteils ist das jährlich im Oktober stattfindende Fest zu Ehren der hl. Teresa von Ávila das bedeutendste religiöse Ereignis der Stadt und ihrer Umgebung.